# Орск
Орск (рус. Орск) град је у Русији у Оренбуршкој области. Налази се на југу планине Урала, на обалама реке Урала. Будући се овај река сматра границом између Европе и Азије, за Орска се може рећи да лежи на два континента. Удаљен је око 1700 km југоисточно од Москве. Према попису становништва из 2010. у граду је живело 239.752 становника.
Орск је друга највећа управна јединица у Оренбуршкој области.

## Историја
Орск је основан у процесу руског насељавања јужног уралског подручја. 
Прво насеље је подигла експедиција предвођена познатим руским географом 18. века Иваном Кириловичем Кириловим као војно утврђење на планини Преображенскаја, на левој обали реке Јаика (данашња ријека Урал) на дан 15. августа 1735. године. Изворно је назван Оренбург. 1739. године тврђава је службено преименована у Орск. До 1835. године Орска тврђава је дала реци Уралу значај међе руске државе.
Ипак, Орск је остао важном пролазном станицом у правцу средишње Азије. Од 1858. има пошту, а од 1905. железничку главну линију од Москве преко Орска према Ташкенту.
Од 22. јуна 1847. до 11. јула 1848, тврђава Орск је била дом изгнаног украјинског песника и сликара Тараса Шевченка. 1861. године тврђава је изгубила војни статус, па је постала насеље Оренбуршких Козака. 1865. године Орск је добио статус града и постао је покрајинско средиште у Оренбуршком подручју.
Нагли раст започиње 1870-их. Становништво се углавном бавило трговином стоком и житом, обрадом пољопривредних производа и разним занатима, што га је учинило важном сточном пијацом и локалним средиштем пословног света. Бројне жене су биле укључене у ткање познатих оренбуршких шалова. До 1913. године број становника Орска је био преко 21.000. До 1917. било је 11 цркава и минарета и 16 образовних установа различитих врста и степена. За време Руског грађанског рата, од 1918—1919, Орск је издржао тромесечну блокаду и затим је четири пута мењао „господара“ .
1930-их је започела изградња великих индустријских предузећа, која се су сировине вукле из локалних тала богатих минералима.
Орск је још више индустријализиран од 1930, а поготову у Другом светском рату, као посљедица евакуације из подручја које је заузео Трећи рајх. Нове градске четврти су изграђене и Орске се развио у велики град.

## Становништво
Према прелиминарним подацима са пописа, у граду је 2010. живело 239.752 становника, 11.211 (4,47%) мање него 2002.
| 1939.  | 1959.   | 1970.   | 1979.   | 1989.   | 2002.   | 2010.   |
| ------ | ------- | ------- | ------- | ------- | ------- | ------- |
| 66.345 | 176.214 | 225.314 | 246.667 | 270.711 | 250.963 | 239.752 |

Народносни састав: Руси 75%, Украјинци 5%, Татари 5%, Казаци, Башкири, Белоруси (сви по мање од 5%).

## Занимљивости
Један од најупадљивијих каменова које се ваде у околини Орска је онај који се вади на планини Полковник, јаспис. Орски јаспис је цењен због његове разноликости природних дизајна и боја. Све боје, осим плаве се може наћи у овом камену.

## Индустрија
Орск је важно индустријско средиште Оренбуршке области. Главне индустрије су: металургија, машиноградња, петрохемија, фармацеутска, прехрамбена и лаке индустрије. Најважније фабрике су Јужуралникел, Орскнефтеоргсинтез и Јужуралмашзавод.
Околина града је богата хромом, никлом и бакром.

## Култура
Два су главна института у Орску: педагошки и индустријски. Онамо је и велик број разних школа и факултета, Државно драмско позориште, Музеј локалне историје, Лабораторија археолошких судија, Дечја уметничка галерија, Дечје народно позориште „Плава птица“, општинска лимена музика.
Неки од занимљивих знаменитости индустријског Орска су 40 археолошких споменика укључујући старинска насеља, појединачне и масовне гробове. Гробови у Кумаку, који датирају још у бронзано доба, омогућавају уверљиву хипотезу о источноевропским коренима индоевропских народа.